# Kiwitahi
Kiwitahi est une communauté rurale du district de Matamata-Piako dans la région de  Waikato dans l’Île du Nord, de la Nouvelle-Zélande, localisée directement au sud de la localité de Morrinsville.

## Installations
La communauté a une école et un hall local, qui peut accueillir jusqu’à 120 personnes.

## Histoire
La localité de Kiwitahi fut occupée par les Māori bien avant d’être convertie en une ferme agricole par les colons européens à partir de 1870.
William Chepmell établit ici une ferme de 690 acres au niveau de Kiwitahi en 1871, qu’il continua à faire fonctionner pendant toute la dépression allant de 1880 à 1890 sans avoir à la vendre ni à la subdiviser.
Il conduit une campagne d’opinion pour la construction d’une route entre la localité de Morrinsville et la ville de Thames et devint un homme politique au sein du conseil du district de Piako (en) et assura le fonctionnement du «Waitoa Road Board» à diverses reprises entre 1887 et 1914.
L’éloignement de Kiwitahi signifia qu’il se déplaça environ sur une distance estimée à 56000  km pour assister aux séances du conseil et aux réunions du comité des routes .

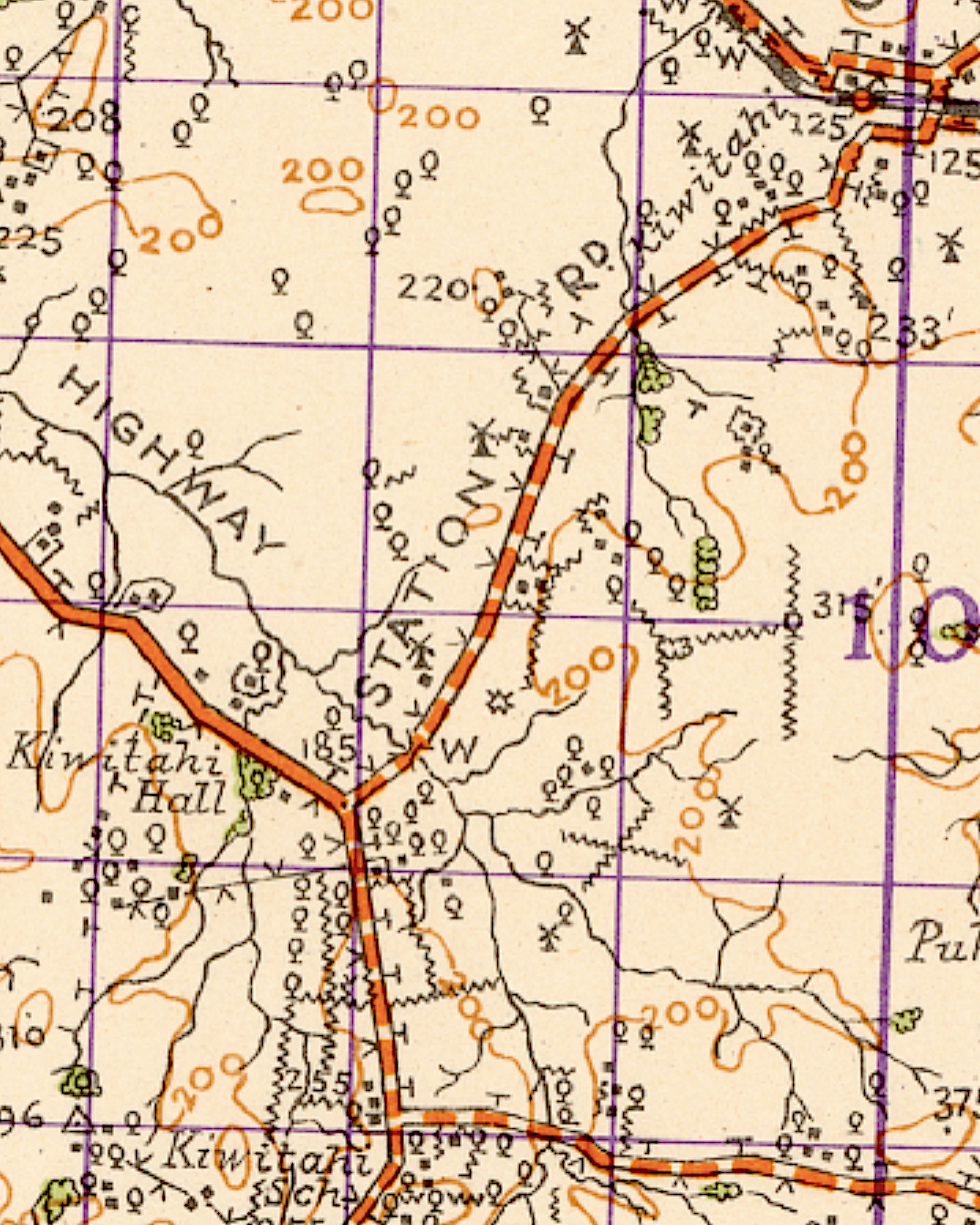
Kiwitahi sur la carte 1944

En 1985, Chepmell aida à financer la construction d’une église Anglicane.
En 1900, il poussa pour qu’une école soit construite dans la localité de Kiwitahi malgré ses propres réserves concernant le système d’éducation publique .
L’école fut finalement ouverte treize ans plus tard .
Vers 1902, Cyclopedia of New Zealand (en) décrivit la localité de Kiwitahi comme étant formée de  "Fermes d’élevage de pâturage de qualité" et une gare sur la ligne principale de chemin de fer de la côte est de l’Île du Nord (en).
En 1923, un scrutin se tint pour décider du financement des routes et de leur couverture en gravillons et qui rassembla 40 à 50 colons votants.
Mais Chepmell mourut en 1930 et sa ferme fut achetée par le Gouvernement après la seconde guerre mondiale, et l’établissement fut subdivisé pour l’installation de personnes revenant du service militaire outre-mer.

## Activités
La société Fonrerre :New Zealand Co-operative Dairy Company Ltd a installé une fabrique de fromage, située tout près de la station de chemin de fer  à partir de 1919, et jusqu’à ce qu’elle brûle le 9 octobre 1937.
À l’époque, elle produisait surtout de caseine .

### Station de chemin de fer
Kiwitahi a une flag station ou station d’arrêt à la demande (en) située à environ 4 milles du village, sur le trajet de la ligne principale de la côte est (en) ouverte à partir de Morrinsville en direction de la localité de Tirau (puis plus tard: appelée Oxford) le 8 mars 1886 par la « Thames Valley & Rotorua Railway Co ».
Le département des chemins de fer de la Nouvelle-Zélande (en) a repris en main la ligne le 1er avril 1886.
Vers 1896, la localité de Kiwitahi avait un abri de 14 pieds par 8 pieds, une plate-forme, une approche pour voiture, une banque de chargement , un enclot pour le bétail; deux cottages et une boucle de croisement  pour 19 wagons, étendu secondairement à 34 wagons en 1911 puis à 53 wagons en 1964.
En 1898, Il y eut une pétition pour l’installation d’un hangar à marchandises mais de l’année 1905, il existe un rapport, qui dit qu’un autre hangar à marchandises a été construit au niveau de la station de Waitakere (en) et l’ancienne re-installée au niveau de la localité de Kiwitahi.
Toutefois en 1924, un rapport dit que l’abri de 40 pieds par 30 pieds était en cours de construction ! .
Il y avait un abri à l’opposé du hangar après la fermeture de la station .
L’enclos à moutons fut ajouté en 1887 puis modifié en 1911.
En 1912, il fut noté que le système Tyer's Electric Train Tablet ou demande de passage du système Tyer’s (en) était installé  .
En 1930, le portier de la gare établit un jardin renommé au niveau de la station.
En 1937, l’enclos à bétail fut étendu et la lumière électrique remplaça les lampes à huile .
En 1918, l’ Association du Retour du Services maintint un bureau de poste ouvert au niveau de la station  , mais Il ferma néanmoins en 1947.
Il y avait aussi un magasin et une pompe à pétrole à côté de la station de 1923 à 1934.
La gare de Kiwitahi ferma pour les passagers le 12 novembre 1968 et pour les marchandises le 17 juillet 1972.
Il n’y a maintenant qu’une simple voie passant à travers le site de la station .
Il y a néanmoins une boucle de croisement  au niveau de la localité de Kereone, à 3,81 kilomètres en direction du sud .

## Écologie
La fourniture d’une eau de qualité, un débit d’eau suffisant et une gestion de l’écologie, sont réalisés par une station, qui est localisée sur le trajet du fleuve Pialo au niveau de la localité de Kiwitahi.
Elle est fermée mais avec une clôture de un mètre et des zones tampons de chaque côté du cours d’eau et sans plantation dans la zone riparienne.
Les Macrophytes étouffent le lit mou et limoneux de la rivière durant l’été, mais elles sont habituellement retirées au-delà des hautes eaux de l’hiver.

## Éducation
L’école de Kiwitahi est une école mixte, publique, assurant le primaire, allant des années 1 à 6  avec un effectif de 64 élèves en avril 2023 
L’école fut établie en 1913 et assura les célébrations de son jubilé d’or en 1963.